# Bạc tự do
Bạc tự do (Tiếng Anh: Free silver) là một vấn đề chính sách quan trọng trong nền chính trị Mỹ vào cuối thế kỷ 19. Những người ủng hộ nó ủng hộ chính sách tiền tệ lạm phát bằng cách sử dụng "đồng tiền bạc miễn phí" như trái ngược với tiêu chuẩn vàng giảm phát. Những người ủng hộ nó là "Silverites". The Silverites đã thúc đẩy sự kỳ vọng vào việc sử dụng cả bạc vàng như đồng tiền ở tỷ lệ 16-1 (16 ounce bạc sẽ có giá trị 1 ounce vàng). Bởi vì tỷ lệ giá trị thực tế là khoảng 32 đến 1 vào thời điểm đó, hầu hết các nhà kinh tế đã cảnh báo rằng bạc rẻ hơn sẽ đẩy vàng đắt hơn ra khỏi lưu thông. Mọi người đều đồng ý rằng bạc tự do sẽ tăng giá; Câu hỏi đặt ra là liệu biện pháp lạm phát này có mang lại lợi ích hay không. Vấn đề phát sinh từ năm 1893 đến năm 1896, khi kinh tế suy thoái trầm trọng, được gọi là Panic năm 1893, được đánh giá bởi giá giảm (giảm phát), tỷ lệ thất nghiệp cao ở các khu vực công nghiệp và nạn đói nghiêm trọng cho nông dân. 
Cuộc tranh luận đã tạo ra cơ sở tài chính cho vàng ở phía Đông Bắc, cùng với đường sắt, nhà máy và doanh nhân, những người chủ nợ sẽ được hưởng lợi từ việc giảm tỷ giá (do áp lực nhu cầu đối với nguồn cung tiền vàng tương đối ổn định so với nền kinh tế chưa từng có trước đây) Chống lại nông dân nghèo, những người sẽ được hưởng lợi từ giá cao hơn cho vụ mùa của họ (kết quả từ việc mở rộng nguồn cung tiền bằng cách cho phép bạc cũng lưu hành như tiền). Bạc tự do đặc biệt phổ biến trong nông dân ở vành đai lúa mỳ (phía tây Midwest) và các vành đai bông (vùng sâu Nam), cũng như các mỏ vàng ở phương Tây. Nó không được sự hỗ trợ của nông dân ở vùng Đông Bắc và vùng ngô (vùng Trung Tây phía đông). Bạc miễn phí là vấn đề trung tâm của Đảng Dân chủ trong cuộc bầu cử tổng thống năm 1896 và năm 1900, dưới sự lãnh đạo của ông William Jennings Bryan, nổi tiếng vì bài phát biểu của ông về vàng bạc miễn phí. Dân Populists cũng tán thành Bryan và tự do bạc vào năm 1896, đánh dấu sự chấm dứt hiệu quả của sự độc lập của họ. Trong cuộc bầu cử lớn, bạc tự do đã liên tục bị đánh bại, và sau năm 1896, quốc gia này đã chuyển sang tiêu chuẩn vàng. 
Cuộc tranh cãi về bạc kéo dài từ khi thông qua Đạo luật Tiền tệ Thứ tư năm 1873, đã làm demonet bạc và được gọi là "Tội phạm của 73" bởi các đối thủ, cho đến năm 1913, khi Đạo luật Dự trữ Liên bang hoàn toàn sửa đổi hệ thống tiền tệ của Hoa Kỳ.